# Памятник жертвам нацизма (Красное Село)
Памятник жертвам нацизма в Красном Селе установлен в память о погибших в концлагерях взрослых и детях-узниках концлагерей.
Этот монумент является символическим местом захоронения жителей Ленинграда и Ленинградской области, погибших за время Великой Отечественной войны в немецких концентрационных лагерях.
В районе Красного Села в годы войны располагались переправочные пункты немецких концлагерей, поэтому установить такой монумент было решено именно здесь.
В основании памятника помещена капсула с землёй и прахом жертв из нескольких «лагерей смерти». Памятник находится на территории центрального городского парка Красного Села, на проспекте Ленина, напротив дома номер 89.
Памятник был открыт в 2009 году, а внесён в единую Книгу Памяти в июле 2012 года.
Над памятником работали архитектор М. Третьякова и скульптор В. Бухаева.
В памятные и траурные даты около памятника проводятся различные мемориальные мероприятия, к нему возлагаются цветы.

## Описание памятника
Памятный мемориальный комплекс включает в себя трёхметровую по высоте нишу, сложенную из гранитных блоков, внутри которой размещена бронзовая скульптура, изображающая истощённого подростка. Ниша выполнена в форме стилизованных человеческих теней, как бы стоящих за плечами узника концлагеря, символизирующих тех, кто без вести пропал в концентрационных лагерях.
На верхней части выбита надпись:
«Не забывайте нас»
Перед мемориальной аркой расположена небольшая стела, на которой выбиты даты годы Великой Отечественной войны.
Швы между гранитными блоками, из которых сложена каменная арка, проложены колючей проволокой.
На подходе к мемориалу размещены два чёрных чугунных фонаря характерной формы, своими силуэтами символизирующие виселицы.
На пути к монумента вдоль дорожек размещены неровные гранитные останцы, по замыслу авторов символизирующие изломанные судьбы узников лагерей.